# Aseraggodes borehami
Aseraggodes borehami es una especie de pez de la familia Soleidae en el orden de los Pleuronectiformes.

## Distribución geográfica
Se encuentran en las  costas de las Islas Hawái.